# قحيد (جعلان بني بو حسن)

## الوصلات الخارجية
- المركز الوطني للإحصاء والمعلومات، سلطنة عمان